# 宽叶韭
宽叶韭（学名：Allium hookeri）为葱科葱属的植物。分布在斯里兰卡、印度、不丹以及中国大陆的云南、四川、西藏等地，生长于海拔1,500米至4,000米的地区，一般生于湿润山坡和林下，目前已由人工引种栽培。

## 别名
大叶韭，在新马地区也被称作青龙菜

## 异名
- Allium hookeri Thwaites var. muliense Airy-Shaw